# Allume

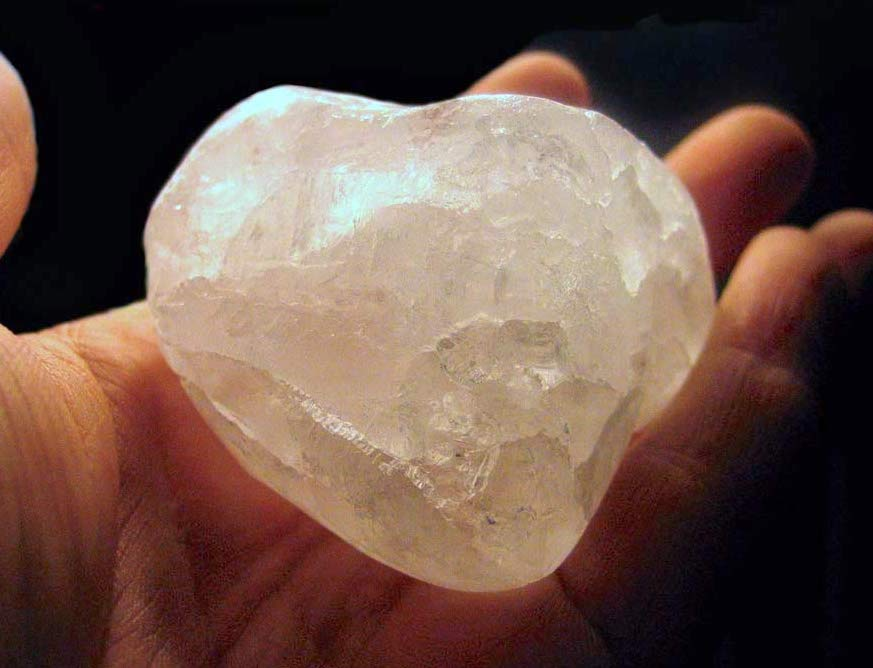
Cristallo di allume di potassio, KAl(SO_{4})_{2}·12H_{2}O.

Col termine allume ci si riferisce alla famiglia di sali doppi di formula MIAlIII(SO4)2·12H2O, contenente due differenti cationi, M+ e Al3+ cristallizzati nello stesso reticolo cristallino assieme ad anioni solfato e molecole d'acqua. Il catione M+ può essere sodio, potassio, rubidio, cesio, ammonio, alchil- o arilammonio, o anche tallio(I), mentre il litio risulta troppo piccolo per formare composti di questo tipo. Più in particolare "allume" è spesso riferito al solo solfato di alluminio e potassio dodecaidrato KAl(SO4)2·12H2O, noto anche come allume di potassio o allume di rocca.
In termini più generali il termine allume si riferisce ad una classe di sali doppi con identica formula e struttura, ma dove l'alluminio può essere sostituito da altri cationi M3+, tra i quali scandio, titanio, vanadio, cromo, manganese, ferro, cobalto, rodio, iridio, gallio o indio. Si conosce anche un esempio contenente l'anione selenato, KAl(SeO4)2·12H2O.

## Storia

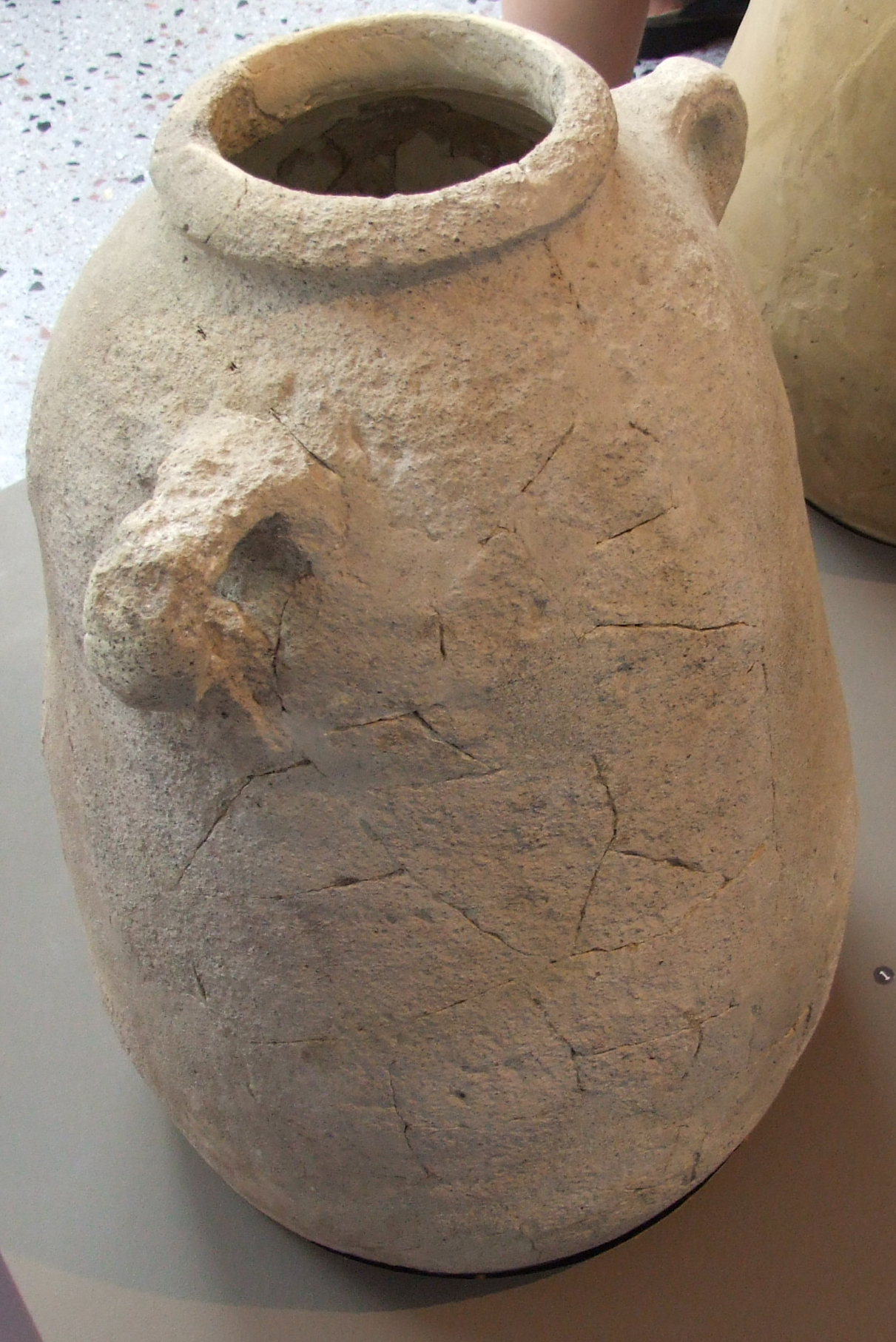
Anfora romana rinvenuta presso Bliesbruck, utilizzata per trasportare allume dalle isole Lipari per la tintura della lana.

Gli allumi sono noti sin dall'antichità per le loro proprietà astringenti ed erano usati come mordente per tingere la lana, per imbalsamare animali e corpi umani, e per rendere ignifugo il legno. Queste sostanze erano in realtà minerali contenenti allume e miscele di allume e vetriolo verde. Già Plinio il Vecchio nella sua Naturalis historia descrisse dettagliatamente varie sostanze chiamate aluminis, reperibili in natura. Queste sostanze di aspetto diversissimo provenivano da molte regioni tra le quali Spagna, Egitto, Armenia, Macedonia, Sardegna.
L'allume risulta menzionato in numerosi testi antichi e medievali riguardanti storia naturale, farmacopea, arti e mestieri e alchimia. Uno dei più dettagliati è il Papiro X di Leida che lo cita spesso come materia prima. Studi archeologici hanno confermato come l'allume fosse noto sin dall'antichità in tutto il bacino del mediterraneo, e già si conoscessero procedimenti per ricavarlo dai minerali grezzi. Nel medioevo furono di notevole importanza i giacimenti di alunite scoperti attorno al 1460 in Toscana e nei monti della Tolfa.
La composizione del comune allume di potassio fu determinata solo nel 1797 da Louis Nicolas Vauquelin, dimostrando che era un sale doppio composto da acido solforico, allumina e potassa. Nello stesso volume Jean-Antoine Chaptal pubblicò l'analisi di quattro diversi tipi di allume, confermando i risultati di Vauquelin.

## Produzione
Nel passato l'allume si otteneva processando il minerale alunite, KAl3(SO4)2(OH)6, ma ora è sintetizzato industrialmente dall'idrossido di alluminio ricavato dalla bauxite.

## Tipi

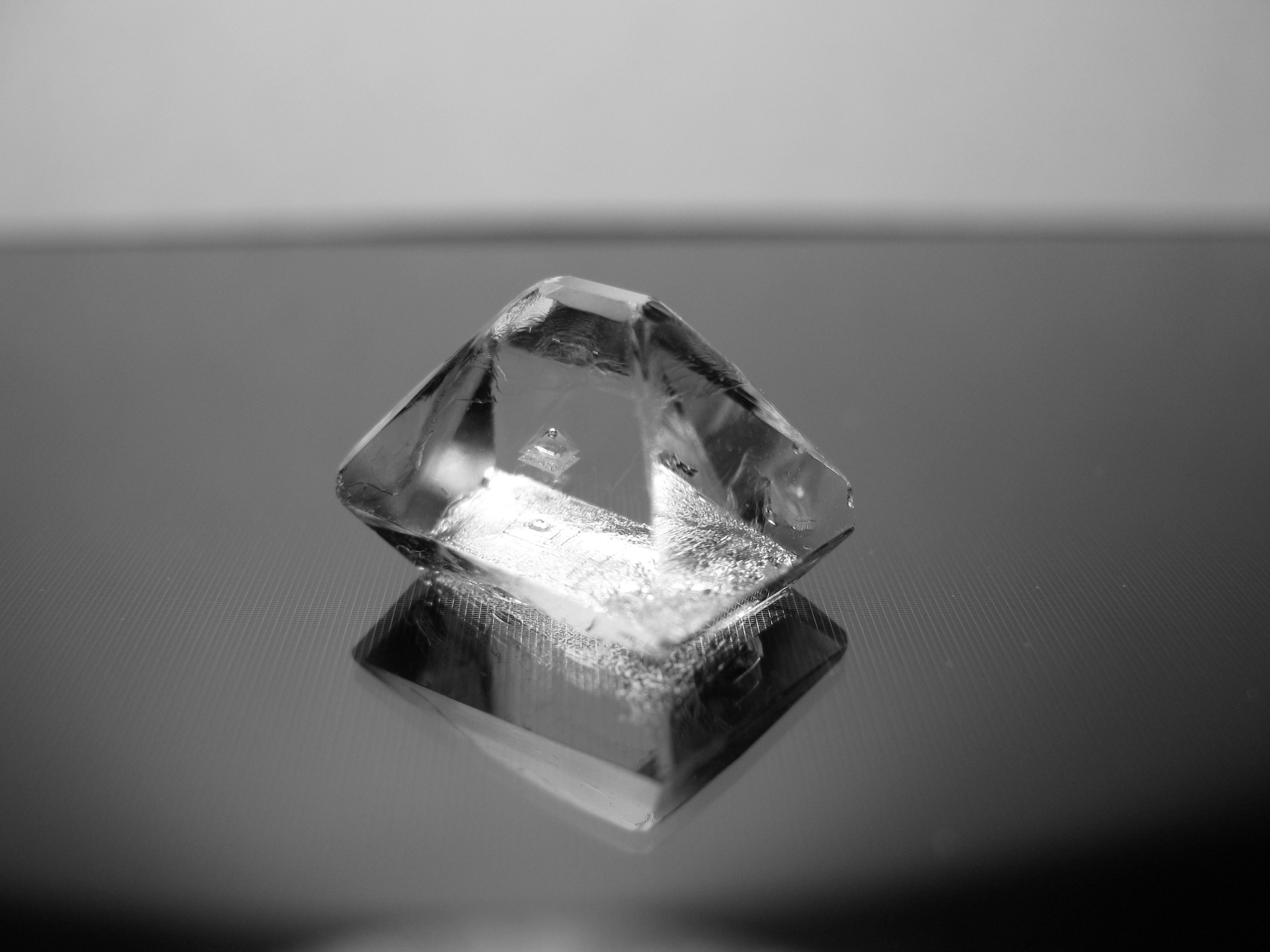
Cristallo di allume di potassio

Gli allumi più utilizzati sono quelli contenenti Al3+ e SO42–. Il nome comune di questi composti è attribuito in base al catione monovalente; i più importanti sono:
- Solfato di potassio e alluminio, nome comune allume di potassio, KAl(SO4)2·12H2O; in forma vetrosa è chiamato allume di rocca.
- Solfato di sodio e alluminio, nome comune allume di sodio, NaAl(SO4)2·12H2O.
- Solfato di ammonio e alluminio, nome comune allume d'ammonio, NH4Al(SO4)2·12H2O.

## Struttura
Tutti gli allumi cristallizzano nel sistema cubico, gruppo spaziale Pa3, con quattro unità di formula per cella elementare. Entrambi gli ioni metallici sono attorniati da sei molecole d'acqua disposte ai vertici di un ottaedro. Dal punto di vista strutturale sono note tre forme diverse, identificate dalle lettere greche α, β e γ. La differenza tra queste forme risiede in orientazioni diverse dell'anione e delle molecole d'acqua. Per riscaldamento gli allumi si liquefanno; se il riscaldamento continua perdono l'acqua di cristallizzazione e alla fine rimane una polvere amorfa.

## Proprietà
Gli allumi in genere sono solubili in acqua e hanno un gusto astringente e dolciastro. In soluzione si liberano i cationi idratati e l'anione, e le proprietà in soluzioni diluite sono quelle prevedibili in base alla presenza delle specie [MI(H2O)6]+, [MIII(H2O)6]3+ e SO42–. In soluzione concentrata possono formarsi complessi tipo [Al(SO4)2(H2O)2]–.
Nella seguente tabella sono indicati i grammi di allume solubili in 100 grammi d'acqua alla temperatura T:
| T      | Allume d'ammonio | Allume di potassio | Allume di rubidio | Allume di cesio |
| ------ | ---------------- | ------------------ | ----------------- | --------------- |
| 0 °C   | 2,6              | 3,0                | 0,71              | 0,2             |
| 10 °C  | 4,5              | 4,0                | 1,09              | 0,3             |
| 50 °C  | 15,9             | 17                 | 4,98              | 1,24            |
| 80 °C  | 35,2             | 71                 | 21,6              | 5,3             |
| 100 °C | 70,8             | 154                |                   | 22,8            |

## Usi

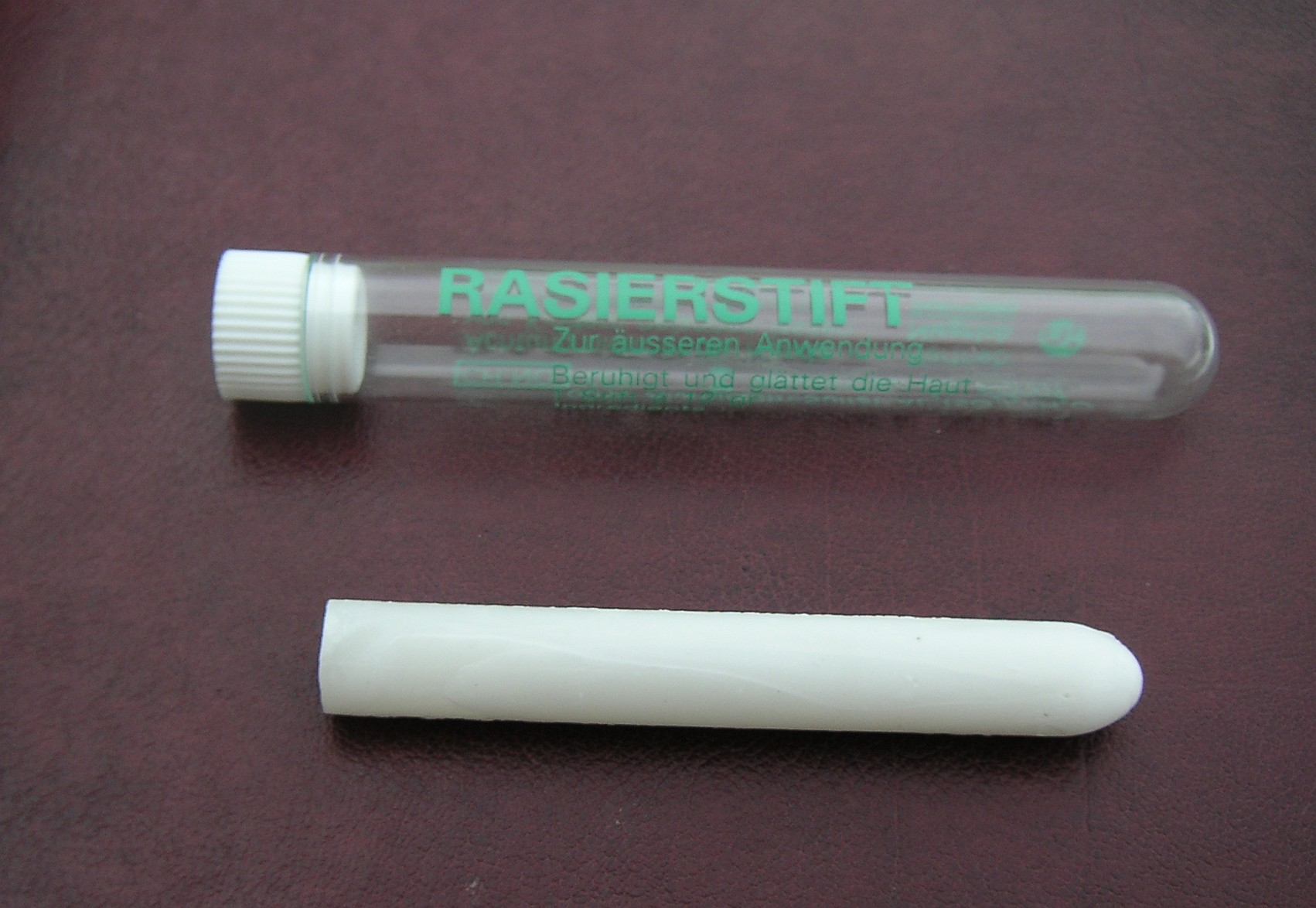
Matita emostatica

Gli allumi sono stati utilizzati sin dall'antichità. Oggi gli allumi di maggior importanza applicativa sono:
- allume di potassio, KAl(SO4)2·12H2O. L'applicazione più rilevante è nella industria del gesso come additivo per regolare il tempo di presa. Viene ancora impiegato nella concia delle pelli e come mordente nella tintura dei tessuti. Per le sue proprietà astringenti è usato in farmaci e cosmetici. Anche le matite emostatiche sono a base di allume di potassio. Negli usi come flocculante nel trattamento delle acque e nella collatura della carta è stato sostituito dal solfato di alluminio.
- allume di ammonio, NH4Al(SO4)2·12H2O. È poco usato in Europa, nella concia di pellicce e nella sintesi di particelle di Al2O3 per la lucidatura di superfici. Negli Stati Uniti è usato come additivo nel lievito chimico.
- allume di sodio, NaAl(SO4)2·12H2O. Viene impiegato negli Stati Uniti come additivo nel lievito chimico
- allume di potassio usato sempre più frequentemente come deodorante, soprattutto da chi preferisce prodotti naturali.